# Unga Rörelsehindrade
Förbundet Unga Rörelsehindrade är en svensk intressepolitisk organisation för barn och unga med nedsatt rörelseförmåga.  

## Historik
1987 bildades DHR Ung inom ramen för DHR. Initiativet var en reaktion på att de ungas intressen inte togs tillvara inom ramen för DHR. Under samma tidsperiod grundades också en föregångare till DHR:s nuvarande kvinnoförbund FQ - Forum kvinnor och funktionshinder.
Beslutet om att bilda ett fristående ungdomsförbund röstades fram vid DHR:s kongress i Ronneby 1987. Förste ordförande var Elizabeth Gustavsson, från Malmö. Förbundet byggde under de första åren upp egen ekonomi och startade sin egen tidning "Hillebard". En av de första stora aktionerna riktade sig mot dödshjälp, s.k. eutanasi.[källa behövs]
DHR Ung bedrev till en början opinionsarbete och lägerverksamhet för ungdomar med funktionshinder. Lägerverksamheten syftade till att medvetandegöra och frigöra unga funktionshindrade, som inte hade möjligheter att välja sina villkor och bara "vara unga".[källa behövs]
1998 fick förbundet sitt nuvarande namn.[källa behövs]

## Organisation
Förbundet Unga Rörelsehindrade är ett självständigt ungdomsförbund till DHR. Till skillnad från andra organisationer med fokus på barn och unga med nedsatt rörelseförmåga som ofta drivs av barnens föräldrar, drivs förbundet av de unga själva.
Förbundet har egna stadgar samt målprogram.

### Förbundsordförande och språkrör
- Elizabeth Gustavsson (1987–1989)
- Kerstin Leufvén (1989–1993)
- Pontus Andersson (1993–1996)
- Gunilla Nord (1996–1998)
- Jonas Franksson (1998–2003)
- Veronica Svensk (2003–2005)
- Sahar Mosleh (2005–2007)
- Adryan Linden och Emelie Felderman (2007–2009)
- Daniel Pollak och Helena Palacios Teillier, född Svensson (2009–2011)
- Tobias Holmberg (2011–2013)
- Mikael Berghman (2013–2015)
- Björn Häll Kellerman (2015–2019)
- Hanna Öfors (2019–2020)
- Björn Häll Kellerman (tillförordnad 2020–2021)
- Oscar Sjökvist (2021–)

## Verksamhet
Förbundet har en rikstäckande verksamhet. Förbundet Unga Rörelsehindrade arbetar med påverkansarbete och har bland annat använt sig av civil olydnad i aktioner riktade mot kollektivtrafiken i bland annat Stockholm, Göteborg och Malmö.
År 2000 inrättade organisationen en protestfond under namnet  "Stackars Victoria"-fonden som en protest mot Victoriafonden för barn och ungdomar som har funktionsnedsättning.
Under 2013 kritiserade man Kanal 5:s programserie De dejtbara, som från början hette De odejtbara. Förbundet menade att programmet skapade en stereotyp bild av personer med funktionsnedsättning. Programmet ändrade namn efter kritiken.
"Öppna Sverige" var en kampanj som genomfördes tillsammans med DHR och som syftade till ökad användbarhet och tillgänglighet i samhället.
Förbundet har även arbetat med kampanjer kring bland annat funkofobi, att klassa otillgänglighet som diskriminering och lobbat för att införa FN:s konvetion CRPD, Konventionen om rättigheter för personer med funktionsnedsättning, i svensk lag, i samarbete med ett flertal andra förbund. Ett stort fokus i förbundets arbete ligger på rätten till personlig assistans.